# 五监
五監，中国古代官制，主要是隋、唐、两宋中央政府的事務執行機关。
在秦漢形成形成的没有列入九卿、九寺的執務機关。与九寺一様管理事务与尚書省六部重叠，而经常成为六部实际意义上的的属官，明清时只剩下国子監。
| （周官）          | 秦       | 前漢             | 後漢           | 魏       | 晋         | 隋（煬帝） | 唐（玄宗） | 宋         | 元         | 明         | 清         | 主要職務               |
| ----------------- | -------- | ---------------- | -------------- | -------- | ---------- | ---------- | ---------- | ---------- | ---------- | ---------- | ---------- | ---------------------- |
|                   | （少府） | （少府）         | （少府卿）     |          |            | 少府監     | 少府監     | 少府監     | 少府監     | 少府監     |            | 工作、技藝传承。       |
|                   | 将作少府 | 将作大匠         | 将作大匠       | 将作大匠 | 将作大匠   | 将作監大匠 | 将作監大匠 | 将作監     | 将作院院使 | 将作司卿   |            | 土木、建築之职。       |
| （林衡） （川衡） |          | 水衡都尉         | 河隄謁者       | 水衡都尉 | 都水台使者 | 都水監使者 | 都水監使者 | 都水監使者 | 都水監     | 河道都御使 | 総督河道   | 河川、堤防、用水工程。 |
| （師氏）          | 博士     | 博士僕射         | 博士祭酒       | 博士祭酒 | 国子学祭酒 | 国子監祭酒 | 国子監祭酒 | 国子監祭酒 | 国子監祭酒 | 国子監祭酒 | 国子監祭酒 | 国立学校教育。         |
|                   | 寺工     | 若卢令(少府属官) | 考工(太仆属官) | 庫部     | 五兵尚书   | 武藏監     | 軍器監     | 軍器監     | 武备監     | 工部軍器局 | 工部軍器局 | 兵器之製造。           |

## 隋唐五監
- 国子監 ：中国隋代以后的中央官学，为中国古代教育体系中的最高学府；同时作为当时国家教育的主管机构，隶属礼部。
- 少府監：秦汉时，管理宮廷用度，制作皇帝、后妃、官僚的衣服和金属器，鋳造貨幣。
- 将作監：主管土木工程：宮殿、城壁、役所的建設。
- 軍器監：主管武器製造和修理，所属弩坊署、甲坊署负责弓矢、甲冑的製造。
- 都水監：管理河川、港湾、堤防、運河水利事業、漁业水運、監督港口。